# Enterolobium schomburgkii
Enterolobium schomburgkii är en ärtväxtart som först beskrevs av George Bentham, och fick sitt nu gällande namn av George Bentham. Enterolobium schomburgkii ingår i släktet Enterolobium och familjen ärtväxter. IUCN kategoriserar arten globalt som livskraftig.

## Underarter
Arten delas in i följande underarter:
- E. s. glaziovii
- E. s. schomburgkii